# 第一島鏈

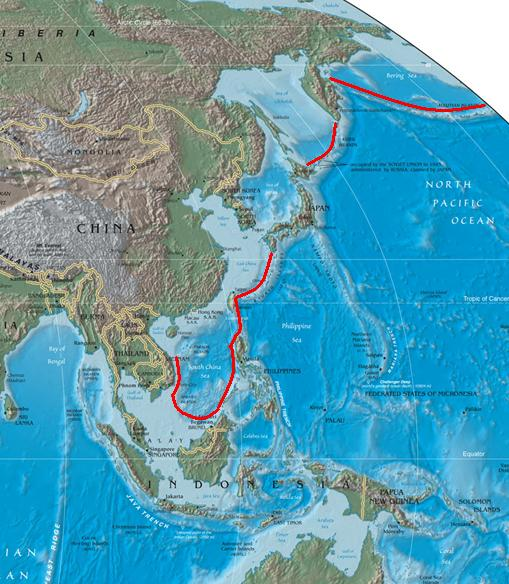
第一島鏈由紅線標示出

第一島鏈（英語：First island chain）是指东亚的海岸線往東的一串西太平洋島嶼及其之間的廣泛海域，北起日本列島、琉球群岛，中接台灣，南接菲律宾岛群、大巽他群岛至南中国海（原前線為越南共和国，但該國亡國後導致防線後退）。其為美国外交国防政策中围堵中国的第一道防线，因主要为島嶼又呈链条形，因而得名。
在台灣海峽飛彈危機后，海峽兩岸關係相對平和的時期裡，這種描述在中華人民共和國比較少見，而對台灣媒體則一直佔有相對重要的意義。第一島鏈海域對於美国武装部队防守中国人民解放军是最有效益的區域。美国国防部對於第一島鏈的定義為，北從千島群島開始，往南經過台灣到婆罗洲岛的西太平洋海域。

## 地理位置
第一島鏈的定義大約是指在中華人民共和國所主張及擁有的領海主權（海上邊界線），包括南海的九段線及東海的沖繩海槽。沖繩與中國的界溝在日本和台灣之間。

## 戰略價值
美軍將領道格拉斯·麥克阿瑟指出，美國在第二次世界大戰之前以從夏威夷、關島到菲律賓的防線保護美國西海岸，但此防線易受攻擊；後來在二戰中的確受到日本攻擊，而當時日治台灣亦曾受到美國攻擊（例如台北大空襲）。二戰勝利使得美國能把防線推進到亞洲沿海，由美國與盟國控制的第一島鏈。在第二次世界大戰與期間，他將位於第一島鏈中點的台灣譽為「不沉的航空母艦」，而中華人民共和國方面，中國共產黨領導人毛澤東也發動針對台灣的一連串作戰，但鎩羽而歸。
1950年代中華人民共和國方面試圖突破美軍在第一島鏈上的包圍網，但由於美国第七艦隊、第十三航空隊和中華民國方面所占据的军事优势，中華人民共和國籍船长达三十年無法在大陸南北港口间通行。1968年，中華人民共和國方面以绕行太平洋的方式，打通南北航线。1979年，才在台湾海峡复航。
冷戰期間，美國總統德懷特·艾森豪於韓戰後，與中華民國簽訂《中美共同防禦條約》（1980年中止）正式將台灣納入第一島鏈中，美國為阻止共產黨勢力擴張，而在亞洲東部島嶼協助建立反共的政權，同時提供軍力以及其他各種形式上的援助。
台灣與菲律賓的國防在第一島鏈上最為脆弱（台灣没有正式的国际地位，菲律宾军事力量较弱），加上一連串的政治經濟外交因素，近20年來國防疲弱不振，加上其他東南亞地區經濟依賴中國越來越深，使得中國方面得以找到突破口滲透，引來美國、日韓澳等國顧忌。菲律賓與台灣之間的巴士海峽是中國海軍潛艇進出太平洋的捷徑。
2012年美國巴拉克·歐巴馬政府的「重返亞洲」（英語：Pivot to Asia）政策於該年度「國防戰略綱領」指出美國的重返亞洲軍事目標就是確保美國印太司令部第七艦隊於第一島鏈海域的自由航行。
2014年4月美國海軍學會評估在第一島鏈是美國防守與反擊中國人民解放軍侵略其他國家最有效益的戰略位置，不僅可以倚靠第一島鏈位置阻隔人民解放軍輕易進入西太平洋，也可以由第一島鏈各國的防守讓美軍可預測中國人民解放軍的兵力配置，美軍與第一島鏈國家陸地上的防空與反艦軍力配置合作在於美軍自由航行於第一島鏈區塊的周邊海域，美軍可以藉此有效防守並反擊中國人民解放軍的襲擊，如果第一島鏈國家也發展海中的水雷、潛水艇、快速移動的軍艦，那中國人民解放軍就更沒有勝算，並且對於中國人民解放軍來說要對付這些反制措施需要付出更昂貴的艦艇機械與維護費用人力。
2016年12月9日，新浪新聞網列出美軍在第一島鏈相關國家的軍事武力配置，包括在日本的航空母艦艦隊停靠的海軍基地與偵察機群，美軍最先進的F-35、F-22與F-15、F-16戰鬥機群共計達110個基地，南韓因為受北韓導彈威脅已部署偵測範圍達到3,500公里導彈的薩德反飛彈系統並進入作戰狀態，美軍與菲律賓及泰國的年度常態軍事演習與合作，支援第一島鏈的關島第二島鏈美軍擁有薩德反飛彈系統與持續擴增中的轟炸機群。

### 台灣
在第一島鏈中的關鍵是台灣，由於其在第一島鏈的中樞，具有重要的戰略地位，掌握台灣能有效遏止東海與南海咽喉的戰略通道，亦與第二島鏈內海域形成有利航道，同時是前往遠洋的便捷之路。澎湖群島是第一島鏈最前線也是外敵進犯台灣的兵家必爭之地。武器裝備有F-CK-1, F-16及各式導彈。

### 中國大陸

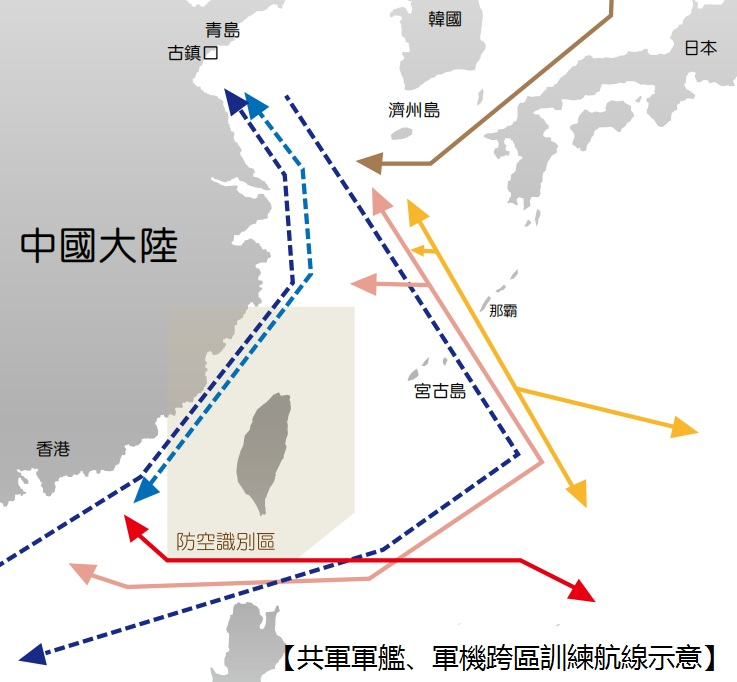
中華民國國防部106年（2017年）国防报告书中的【共军军舰、军机跨区训练航线示意】图，即通常所说的解放军绕台。图中淡灰色区域为中華民國防空識別區。

第二次国共内战後，中华人民共和国于1949年建国，但因当时军事实力不足，影响力受限于中国大陆。退守台湾的中華民國政府依靠美国支持，长期封锁台湾海峡，执行关闭政策。自1970年代起，中华人民共和国方面军事实力增强，且由于当时国际政治环境变化，军事影响开始扩展至远海。中国人民解放军于1974年在台湾海峡突破中华民国的军事封锁。1976年12月，中国共产党中央军事委员会正式批准海军252潜艇突破第一岛链首航西太平洋训练的计划，东海舰队某潜艇支队副支队长许志明奉命带队出航，于1976年12月31日20时整第一次突破第一岛链。
进入21世纪后，随着中国经济高速发展，包括海军在内，解放军整体的军事实力得到迅速发展。解放軍對第一島鏈的突破主要靠陸基導彈與增建航空母艦及其艦隊。
2009年，對於日本警惕中國突破第一島鏈的论点，中國人民解放軍國防大學戰略研究所孟祥青教授接受《環球時報》採訪時表示：「日本對中國走向海洋確有不適感，因為日本是傳統島國，狹隘的島民心態在這種不適中表現得淋漓盡致。」
2013年9月解放軍海軍的海上轟炸機訓練，配備短距離反艦飛彈的轟6G轟炸機首次到第一島鏈的巴士海峽演習，同年解放軍空軍開始改用飛行距離較長，配備長距離導彈的轟6K轟炸機，2015年開始轟6K轟炸機開始越過第一島鏈的巴士海峽與宮古海峽到達西太平洋，2016年轟6K轟炸機開始由空中預警機以及戰鬥機伴飛獲得空中防禦能力，並且環繞台灣本島巡航。至2017年，解放軍增加轟6K轟炸機環繞台灣的次數，解放軍的轟炸機已經有鎖定台灣本島作戰，以及突破第一島鏈進行作戰能力，威脅在西太平洋的美國關島與美國友邦等國家基地的安全。
2020年1月11日，民主進步黨籍的蔡英文赢得新一屆中華民國總統選舉成功連任，此後中国大陆网络舆论中武统台湾的论调再度高涨。12日，环球网发表《环球时报》主编胡锡进的文章，他表示解放军在第一岛链附近对美军形成压倒性优势和中国经济实力压倒美国，是武统台湾的两个前提，缺一不可。

### 日本
日本內閣批准的防衛白皮書強調「中國海軍威脅」。在日本有關中国人民解放军海军活動頻繁的報導中，不少都提到太平洋「第一島鏈」和「第二島鏈」，中国人民解放军海军的動向也往往與突破島鏈聯繫起來。
日本問題專家高洪認為，所謂島鏈是美日同盟體制下圍堵中國的一種戰略謀劃，第一島鏈就是希望阻止中國走向深水。這只是一種傳統安全下的考慮，日本更多是藉這種安排增加一些信心。但事實上中國有很合理的理由來突破這一島鏈，中國完全可以按照國際慣例、海洋法公約中的相關規定“無害通過”。
香港《亞洲周刊》2009年7月發表文章稱，日本通過在與那國島駐軍的方式將軍力向中國推進500公里，不但強化對釣魚台列嶼的實際控制，完善對中國大陸軍事圍堵的第一島鏈，而且也為在與中國大陸可能的衝突中「先發制人」做好準備。
日本在第一島鏈戰略位置歷史從美日聯合防堵蘇聯擴張開始，中國人民解放軍目前海軍戰略在模仿冷戰時期蘇聯海軍的防禦思維，蘇聯海軍在冷戰時就劃下鄂霍次克海紅線警告周邊國家禁止進入，中國人民解放軍的戰略主要想模仿此方式，控制南海、東海與黃海等位於在第一島鏈與第二島鏈相關聯海域；也因此中國人民解放軍使用很多蘇聯冷戰時期使用的設備與武器。日本自衛隊在面對中國時主要是扮演保護美軍基地與保存戰力的角色，對於日本國土保護自衛隊以日本南部鄰近黃海與東海的島嶼為主，日本有較強的反潛、防空與水雷技術等軍事優勢，之前與蘇聯競爭的經驗讓日本有較清楚的方向與美軍合作面對中國人民解放軍的海空軍。

## 沿線國家和地区
美國戰略與預算評估中心前主任評估第一島鏈國家和地区戰略重要性由最重要開始順序是：日本、菲律賓、中華民國、越南，第五則為美國印度太平洋戰略中未在第一島鏈的印度。雖然南韓的戰略也很重要，但優先級仍低於上述國家。

- 日本
- 中華民國（臺灣）
- 菲律賓
- 印度尼西亞
- 马来西亚
- 新加坡
- 越南（社会主义国家，冷戰後才與美國關係改善）
- 泰國
- 柬埔寨
- 东帝汶
- 所罗门群岛
- 新西兰